# Cirrifera xantoderma
Cirrifera xantoderma är en plattmaskart som beskrevs av Riser 1981. Cirrifera xantoderma ingår i släktet Cirrifera och familjen Coelogynoporidae. Inga underarter finns listade i Catalogue of Life.